# Paragem de São Miguel do Mato
A Paragem de São Miguel do Mato foi uma interface da Linha do Vouga, que servia a localidade de São Miguel do Mato, no Distrito de Viseu, em Portugal.

## História

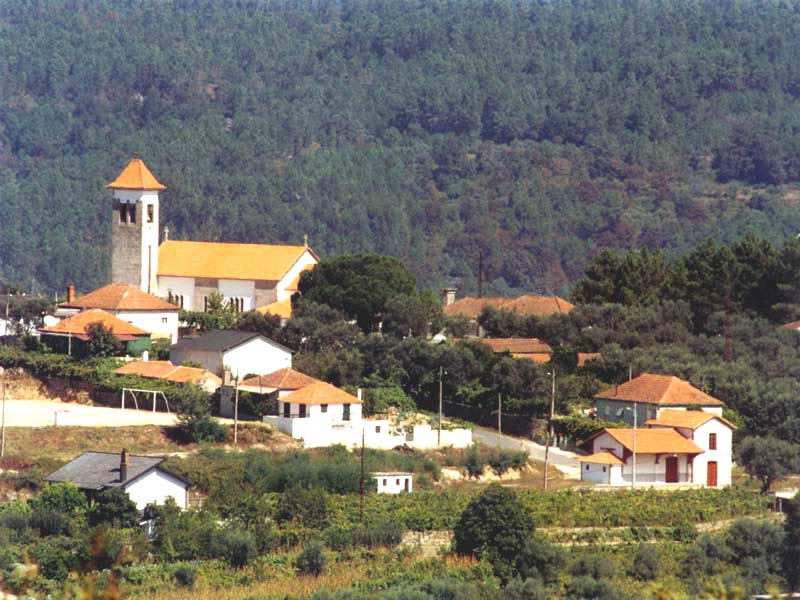
Vista parcial de São Miguel do Mato.

Esta gare estava situada no lanço entre as estações de Bodiosa e Vouzela, que entrou ao serviço em 5 de Fevereiro de 1914, pela Compagnie Française pour la Construction et Exploitation des Chemins de Fer à l'Étranger. No entanto, não fazia parte originalmente deste lanço, tendo sido aberta em 1937, com a categoria de apeadeiro. Não vendia bilhetes, sendo estes cobrados a bordo dos comboios.
Em 1 de Janeiro de 1947, a Linha do Vouga foi integrada na Companhia dos Caminhos de Ferro Portugueses.
Em 2 de Janeiro de 1990, a operadora Caminhos de Ferro Portugueses encerrou a circulação no lanço entre Sernada do Vouga e Viseu.

## Leitura recomendada
- SILVA, José; RIBEIRO, Manuel (2007). Os Comboios em Portugal. III 1.ª ed. Lisboa: Terramar - Editores, Distribuidores e Livreiros, Lda. 203 páginas. ISBN 978-972-710-408-6